# واهان یرمیان
واهان آدامی یرمیان (ارمنی: Վահան Ադամի Երեմյան؛ انگلیسی: Vahan Yeremyan؛ زادهٔ ۵ اکتبر ۱۸۹۵ - درگذشته ۱۹۳۸) یک روزنامه‌نگار و سیاستمدار اهل ارمنستان است که از تاریخ ۱۷ اوت ۱۹۳۰ تا تاریخ ۲۵ نوامبر ۱۹۳۱ سمت وزیر دارایی ارمنستان شوروی را برعهده داشت.

## زندگی‌نامه
در  ۵ اکتبر ۱۸۹۵ در باتومی به دنیا آمد و از مدرسه نرسیسیان فارغ‌التحصیل شد.  وی در ۱۹۳۸ در سن ۴۳ سالگی در جریان پاکسازی بزرگ تیرباران شد.